# Torre Espacio
A Torre Emperador Castellana (até 2021 conhecida como Torre Espacio) é um dos quatro arranha-céus que formam o Cuatro Torres Business Area, o maior centro financeiro da cidade de Madrid, na Espanha. O Edifício foi concluído em 2008, contém 230 metros (755 pés) de altura e 56 andares.